# NGC 3115
NGC 3115 sau Caldwell 53 este o galaxie lenticulară din constelația Sextantul și se află la o distanță medie de aproximativ 32 milioane de ani-lumină (10 milioane parseci) de Pământ. Galaxia a fost descoperită de William Herschel pe 22 februarie 1787. 